# Camino
Camino (Каміно) — вільний браузер, оптимізований для платформи Mac OS X і заснований на рушії Gecko, розвивався Mozilla Foundation та сотнями добровольців [Архівовано 13 листопада 2020 у Wayback Machine.].
Браузер базується на Mozilla Gecko, проте, звичайний для Mozilla інтерфейс XUL замінений на інтерфейс Cocoa, стандартний для Mac OS X. Браузер існує тільки в версії для Mac OS X і використовує можливості цієї операційної системи (технології Spotlight, Address Book, Keychain, Finder, Dock, Bonjour, Services та System Preferences). Інтерфейсна частина браузера була написана мовою Objective-C.
Camino не містить засобів для створення вебсторінок чи роботи з e-mail. Як і інші проєкти Mozilla Foundation, Camino використовує ядро Gecko.
У травні 2013 розробники Camino оголосили про закриття проєкту.

## Особливості
- блокування спливаючих вікон,
- підтримка вкладок (кілька вебсторінок в одному вікні),
- підвищена безпека,
- вбудована панель пошуку в Google,
- автозаповнення форм з адресної книги,
- вбудований пошук по журналу відвіданих сторінок,
- вбудована перевірка правопису,
- функція збереження сесій,
- функції блокування реклами AdBloc, блокування флеш (Flashblock),
- автоматичне знаходження RSS фідів на сторінці,

## Історія створення
В кінці 2001 року Майк Пінкертон і Відур Апарао (англ. Vidur Apparao) у складі Netscape Communications почали проєкт, метою якого була розробка браузера на основі ядра Gecko у вигляді Mac OS X Cocoa-програми. На початку 2002 року до них приєднався один з творців Firefox (тоді ще Phoenix) Дейв Хайят. В результаті вони створили програму Chimera — невеликий і легкий браузер.  Перша доступна користувачам версія Chimera 0.1 була випущена 13 лютого 2002 року. Ранні версії сталі вельми популярні, завдяки високій швидкості роботи, в порівнянні з Microsoft Internet Explorer 5.2, що домінував тоді в середовищі Mac OS X. Багато хто вважав його найшвидшим браузером, проте він був менш функціональний, ніж інші.
Дейв Хайят був найнятий компанією Apple Computer для роботи над браузером Safari. Невелика команда розробників і співробітників відділу контролю якості, що залишилися, змогли випустити чергову версію програми до виставки Macworld в січні 2003. Проте, за два дні до неї, власник Netscape, компанія AOL вирішила повністю закрити проєкт. Попри це, 3 березня 2003 кістяк команди Chimera, що залишився, випустив Camino 0.7.  Назву Chimera довелося змінити на Camino за юридичними мотивами. Річ у тому, що слово Chimera («Химера» із старогрецької міфології) було вельми популярне серед програм для роботи з гіпертекстом. Один з перших графічних браузерів був названий Chimera, вчені з університету Каліфорнії свою систему для роботи з гіпертекстом назвали так само.  На відміну від версії 0.7, яка була створена в основному командою Netscape, версія 0.8 стала, за словами провідного розробника Майка Пінкертона, тріумфом відкритого джерельного коду і відкритого процесу розробки: «Люди зі всього світу допомагали нам з патчами, контролем якості, пошуком помилок, локалізацією, графікою».
У лютому 2005 один провідних розробників Camino Джош Еас (англ. Josh Aas) був прийнятий на роботу в Mozilla Foundation для поліпшення підтримки Mac OS X в таких проєктах як Firefox, Thunderbird і Mozilla Toolkit. Він повністю перейшов в Mozilla Foundation в травні 2005.  У вересні 2005 року Пінкертон (Pinkerton) прийняв пропозицію Google, де він тепер працює в команді Google Firefox. В наш час[коли?] він працює над проєктом Camino в рамках програми Google «20% часу» (англ. «Twenty percent» time).  Camino 1.0, що вийшов 14 лютого 2006 року, завдяки зусиллям ще одного розробника Марка Ментоваї (англ. Mark Mentovai), став першим браузером сімейства Mozilla, який підтримував Universal binary, тобто працював на комп'ютерах Apple Macintosh як на базі IBM PowerPC, так і на базі Intel.
У травні 2013 розробники Camino оголосили про закриття проєкту, що проіснував понад 10 років. Причиною закриття проєкту є неможливість наздогнати темпом розробки конкуруючих браузерів і втрата сенсу в розвитку проєкту у зв'язку із забезпеченням повноцінної підтримки Mac OS X в Safari, Chrome, Firefox і навіть в Opera. Спочатку Camino був створений в 2002 році як альтернатива Mac-версії Internet Explorer 5. В даний час від Internet Explorer для Mac не залишилося і сліду, а за ступенем інтеграції з Mac Camino не в силах конкурувати зі штатним Safari.

## Виноски
1. ↑  Camino Reaches Its End. Архів оригіналу за 7 червня 2013. Процитовано 5 червня 2013.
2. ↑  Свободный web-браузер Camino прекращает своё существование [Архівовано 8 червня 2013 у Wayback Machine.] // opennet.ru 31.05.2013